# Giovanni Pezzotta
Giovanni Pezzotta (Albino, 1838 – Bergamo, 1911) è stato un pittore italiano.

## Biografia
Giovanni Pezzotta nacque ad Albino in provincia di Bergamo nel 1838 e intraprese i suoi studi presso l'Accademia Carrara avendo come maestro Enrico Scuri, fino al 1869 quando risulta che avesse completato la sua formazione artistica.
Alla morte del suo maestro nonché direttore dell'accademia, avvenuta nel 1884, il Pezzotta presentò due delle sue opere: La carità romana e il nonno con la nipotina che pur essendo molto apprezzati non gli permisero di accedere alla nomina di direttore, malgrado egli avesse compiuto ormai i 46 anni, venendo favorito Guido Tallone perché si era ritenuto che avesse maggiore esperienza. Pezzotta aveva la bottega nel Borgo di Santa Caterina, ed ha eseguito lavori per il santuario mariano.
Nel 1874 fu presente alla esposizione della Pinacoteca di Brera con il lavoro Voto di San Giuliano e di Basilissa. Anche se l'artista viene maggiormente ricordato per i suoi lavori di genere che propongono i personaggi che il pittore incontrava quotidianamente. Risultano testimonianze del suo carattere gioviale, e della sua presenza nel borgo a contatto delle persone comuni. Si dichiarava non appresso dal lavoro fondando un centro ricreativo: Società dell'Osso frequentato da personaggi che frequentavano le osterie e i punti d'incontro del borgo di Santa Caterina. La sua presenza è documentata anche dagli affreschi che ha eseguito per il santuario mariano.
L'artista fu particolarmente apprezzato per i suoi ritratti e autoritratti, che proponevano il suo carattere semplice ma che davano spontaneità espressiva ai personaggi.

## Opere
- Voto di san Giuliano con la moglie Basilissa 1874 alla mostra milanese di Brera;
- La memoria del nonno (1882)[4]
- Autoritratto (1883)
- Sant’Agostino vescovo e dottore della chiesa
- La verità (c.1890)
- Figura di uomo
- Via crucis composta di 14 tele, chiesa di San Giuliano, Albino,
- Martirio di san Giuliano, chiesa di San Giuliano, Albino,
- tavole lignee facente parte del trono processuale raffiguranti: Sant'Agostino, santa Monica, san Nicola da Tolentino , beato Gerardo da Serina chiesa di Sant'Andrea, Bergamo,[5]
- Bambina con abito bianco e trombetta collezione privata;